# Lintelermarsch
Lintelermarsch is een plaats in de Duitse gemeente Norden (Ostfriesland), deelstaat Nedersaksen. Het is een deelgebied van het stadsdeel Norddeich.
In Lintelermarsch staan verspreide boerderijen, waar de melkveehouderij wordt uitgeoefend.
Het gebied wordt gekenmerkt door enige terpen (hier Warften genoemd), waarvan Westerloog en Osterloog de belangrijkste zijn.
Op Osterloog staat het gebouw van de voormalige radiozender van Radio Norddeich. Dit herbergt tegenwoordig het aan o.a. de potvis gewijde, van een klein zee-aquarium voorziene, museum Waloseum.
Het vliegveldje van Norden bevindt zich te Lintelermarsch.
Zie verder: Norden (Ostfriesland).